# Pachygrapsus marmoratus
Il granchio corridore (Pachygrapsus marmoratus (Fabricius, 1787)) è un crostaceo decapode appartenente alla famiglia Grapsidae, diffuso nelle acque costiere del Mar Mediterraneo, del Mar Nero e dell'Atlantico orientale.

## Descrizione
Un esemplare adulto misura 4-5 cm.

Ha un carapace quadrangolare e leggermente convesso, di colore bianco giallastro sul ventre,  bruno-violaceo sul dorso, con macchie giallo-senape, che gli conferiscono l'aspetto marmorizzato a cui deve il nome. I maschi hanno chele più sviluppate delle femmine.

## Biologia
È un animale solitario e timido: se spaventato si rifugia, a grande velocità, nelle fessure delle rocce.
Si nutre di piccoli invertebrati, piccoli granchi di altre specie e di detriti organici.
Si riproduce in luglio-agosto.
Ha una aspettativa di vita di 3-4 anni.

## Distribuzione e habitat
Il Pachygrapsus marmoratus è diffuso nel Mar Mediterraneo e nel Mar Nero nonché nelle zone costiere dell'Atlantico orientale, comprese le isole Canarie.
Popola i fondali rocciosi, dal piano mesolitorale sino a pochi metri di profondità.